# Dasyhelea vittula
Dasyhelea vittula är en tvåvingeart som beskrevs av Tokunaga 1959. Dasyhelea vittula ingår i släktet Dasyhelea och familjen svidknott.
Artens utbredningsområde är Guam. Inga underarter finns listade i Catalogue of Life.